# ЗИЛ-170
ЗИЛ-170 (КамАЗ-5320) — советский опытный крупнотоннажный грузовой автомобиль с колёсной формулой 6 × 4, разрабатывался Заводом им. Лихачёва в 1967—1969 годах. Лёг в основу линейки автомобилей первого поколения Камского автомобильного завода, который производился серийно с 1976 по 2001 год под названием КамАЗ-5320.

## История создания
Завод имени Лихачёва в 1967 году приступил к работе над новым перспективным семейством автомобилей ЗИЛ-170 (6 × 4) и ЗИЛ-175 (4 × 2). Дизайн автомобилей соответствовал моде тех лет.
В 1968 году на заводе было разработано семейство трёхосных грузовых автомобилей ЗИЛ-170. В семейство автомобилей входили:
- ЗИЛ-170 — базовая модель, шасси и бортовой;
- ЗИЛ-170А — длиннобазное шасси;
- ЗИЛ-170С — шасси для монтажа самосвала;
- ЗИЛ-170Т — седельный тягач.

Из вышеперечисленных автомобилей в 1968 году изготовлен один опытный образец трёхосного седельного тягача ЗИЛ-170Т.
Проектирование подобной трёхосной машины началось ещё до выхода постановления ЦК КПСС и Совета Министров СССР № 1084 от 16 ноября 1967 года. В книге 1967 года выпуска описано и проиллюстрировано бездисковое колесо 260×508 на пяти спицах — такое же, как использовалось на американских грузовиках 1960-х годов..
Грузовик проектировали универсальным, с повышенной проходимостью, для чего ему добавили ещё одну ось.
Проект ЗИЛ-170 в серию не пошел. Конструкторы сделали несколько экземпляров для тестов и передали наработки на строящийся КамАЗ.

## Двигатель
В 1968 году на Ярославском моторном заводе был создан опытный образец двигателя нового поколения ЯМЗ-740. Уже в 1973 году новый двигатель был готов к производству.
Серийное производство этих двигателей было начато Камским автомобильным заводом в 1975 году. Вместо ЯМЗ-740 моторам была присвоена марка КамАЗ-740.

## КамАЗ
В середине 1969 года семейству присвоена новая отраслевая индексация: трёхосный бортовой грузовик 5320, длиннобазный трёхосный бортовой грузовик 53202, короткобазное трёхосное шасси под самосвал 5510, трёхосный седельный тягач 5410.
В 1969 году изготовлены пять автомобилей семейства: один трёхосный бортовой грузовик 5320, два длиннобазных трёхосных бортовых грузовика 53202, два короткобазных трёхосных шасси под самосвал 5510.
С 1972 г. автомобили получили новую кабину модели «5320» и стали обозначаться КамАЗ (базовый бортовой грузовик обозначался КамАЗ-5320).
С 1972 по 1975 год были изготовлены следующие модели автомобилей КамАЗ: КамАЗ-5320; КамАЗ-53201; КамАЗ-53202; КамАЗ-53203; КамАЗ-5410; КамАЗ-54101; КамАЗ-54102; КамАЗ-5510. С 1973 года автомобили получили окончательно доработанные кабины модели «5320» (трёхместная) и «5410» (трёхместная со спальным отсеком).
Автомобили семейства КамАЗ-5320:
- КАМАЗ-5320 — базовая модель; бортовой; грузоподъёмность — 8000 кг; колёсная формула — 6×4; колёсная база — 3190 + 1320 мм; максимальная скорость — 80 км/ч; двигатель ЯМЗ-740 (тип — дизельный, расположение цилиндров — V8, рабочий объём — 10850 см3; максимальная мощность — 210 л. с.); годы выпуска опытных образцов: 1969—1975
- КАМАЗ-53201 — шасси; грузоподъёмность — 8500 кг; колёсная формула — 6×4; колёсная база — 3190 + 1320 мм; максимальная скорость — 80 км/ч; двигатель ЯМЗ-7401 (тип — дизельный, расположение цилиндров — V8, рабочий объём — 10850 см3; максимальная мощность — 180 л. с.); годы выпуска опытных образцов: 1972—1975
- КАМАЗ-53202 — бортовой длиннобазный; грузоподъёмность — 8000 кг; колёсная формула — 6×4; колёсная база — 3690 + 1320 мм; максимальная скорость — 80 км/ч; двигатель ЯМЗ-740 (тип — дизельный, расположение цилиндров — V8, рабочий объём — 10850 см3; максимальная мощность — 210 л. с.); годы выпуска опытных образцов: 1969—1975
- КАМАЗ-53203 — шасси длиннобазное; грузоподъёмность — 8000 кг; колёсная формула — 6×4; колёсная база — 3690 + 1320 мм; максимальная скорость — 80 км/ч; двигатель ЯМЗ-7401 (тип — дизельный, расположение цилиндров — V8, рабочий объём — 10850 см3; максимальная мощность — 180 л. с.); годы выпуска опытных образцов: 1972—1975
- КАМАЗ-5410 (ЗИЛ-170В-75) — седельный тягач; нагрузка на седло — 8100 кг; колёсная формула — 6×4; колёсная база — 2840 + 1320 мм; максимальная скорость — 80 км/ч; двигатель ЯМЗ-740 (тип — дизельный, расположение цилиндров — V8, рабочий объём — 10850 см3; максимальная мощность — 210 л. с.); годы выпуска опытных образцов: 1968—1975
- КАМАЗ-54101 — седельный тягач для работы с полуприцепом самосвалом; нагрузка на седло — 8000 кг; колёсная формула — 6×4; колёсная база — 2840 + 1320 мм; максимальная скорость — 80 км/ч; двигатель ЯМЗ-740 (тип — дизельный, расположение цилиндров — V8, рабочий объём — 10850 см3; максимальная мощность — 210 л. с.); оснащён коробкой отбора мощности; годы выпуска опытных образцов: конец 1972 (один образец), конец 1973 (два образца), конец 1974 (два образца)
- КАМАЗ-54102 — седельный тягач с увеличенной осевой нагрузкой; нагрузка на седло — 10000 кг; колёсная формула — 6×4; колёсная база — 3040 + 1320 мм; максимальная скорость — 80 км/ч; двигатель ЯМЗ-741 (тип — дизельный, расположение цилиндров — V10, рабочий объём — 13560 см3; максимальная мощность — 260 л. с.); кабина со спальным местом; годы выпуска опытных образцов: 1968—1975
- КАМАЗ-5510 — шасси под самосвал с задней разгрузкой; грузоподъёмность — 7000 кг; колёсная формула — 6×4; колёсная база — 2840 + 1320 мм; максимальная скорость — 80 км/ч; двигатель ЯМЗ-7401 (тип — дизельный, расположение цилиндров — V8, рабочий объём — 10850 см3; максимальная мощность — 180 л. с.); самосвальное оборудование изготовил завод МАЗ; годы выпуска опытных образцов: 1969—1975.